# Web Calendar Access Protocol

Web Calendar Access Protocol est un protocole client-serveur d'accès à distance aux calendriers et agendas basés sur les standards Internet XML, HTTP, iCalendar et vCard.  WCAP a été créé pour être utilisé avec Sun Java Calendar Server, mais est aussi utilisé par le projet open source Buni Meldware.  WCAP utilise de simples commandes HTTP GET pour accéder aux données iCalendar, Freebusy, TODO et vCard.  WCAP répond aussi bien sous forme de texte traditionnel ou sous forme de « xml » iCalendar/etc.  De nombreux plugins existent comme ceux pour Mozilla Thunderbird, Novell Evolution et Microsoft Outlook.  Il existe un protocole concurrent nommé CalDAV en voie de standardisation.

## Exemple

### Client
```
GET /wcap/get_freebusy.wcap?appid=mozilla-calendar&calid=mailto%3Atom%40localhost&busyonly=1&dtstart=20070521T040000Z&dtend=20070525T040000Z&fmt-out=text%2Fxml&id=17046506 HTTP/1.1
Host: localhost:8080
User-Agent: Mozilla/5.0 (X11; U; Linux i686; en-US; rv:1.8.0.10) Gecko/20070403 Thunderbird/1.5.0.10
Accept: text/xml,application/xml,application/xhtml+xml,text/html;q=0.9,text/plain;q=0.8,image/png,*/*;q=0.5
Accept-Language: en-us,en;q=0.5
Accept-Encoding: gzip,deflate
Accept-Charset: ISO-8859-1,utf-8;q=0.7,*;q=0.7
Keep-Alive: 300
Connection: keep-alive
Pragma: no-cache
Cache-Control: no-cache

```

### Réponse
```
HTTP/1.1 200 OK
Server: Apache-Coyote/1.1
X-Powered-By: Servlet 2.4; JBoss-4.0.4.GA (build: CVSTag=JBoss_4_0_4_GA date=200605151000)/Tomcat-5.5
Set-Cookie: JSESSIONID=41DAC48C79927D68EDFAF5FBFD491236; Path=/
Content-Type: text/html;charset=ISO-8859-1
Content-Length: 1399
Date: Mon, 21 May 2007 19:43:37 GMT

<?xml version="1.0" encoding="UTF-8"?>
<iCalendar>
<iCal version="2.0" prodid="-//Buni Meldware Calendar Server 0.8//EN" METHOD="PUBLISH">
<X-NSCP-CALPROPS-LAST-MODIFIED>20061102T170639Z</X-NSCP-CALPROPS-LAST-MODIFIED>
<X-NSCP-CALPROPS-CREATED>20060814T110002Z</X-NSCP-CALPROPS-CREATED>
<X-NSCP-CALPROPS-READ>999</X-NSCP-CALPROPS-READ>
<X-NSCP-CALPROPS-WRITE>999</X-NSCP-CALPROPS-WRITE>
<X-NSCP-CALPROPS-RELATIVE-CALID>tom</X-NSCP-CALPROPS-RELATIVE-CALID>
<X-NSCP-CALPROPS-NAME>tom</X-NSCP-CALPROPS-NAME>
<X-NSCP-CALPROPS-PRIMARY-OWNER>tom</X-NSCP-CALPROPS-PRIMARY-OWNER>
<X-NSCP-CALPROPS-ACCESS-CONTROL-ENTRY>@@o^c^WDEIC^g</X-NSCP-CALPROPS-ACCESS-CONTROL-ENTRY>
<X-NSCP-CALPROPS-ACCESS-CONTROL-ENTRY>@@o^a^RSF^g</X-NSCP-CALPROPS-ACCESS-CONTROL-ENTRY>
<X-NSCP-CALPROPS-ACCESS-CONTROL-ENTRY>@^a^rsf^g</X-NSCP-CALPROPS-ACCESS-CONTROL-ENTRY>
<X-NSCP-CALPROPS-ACCESS-CONTROL-ENTRY>@^c^^g</X-NSCP-CALPROPS-ACCESS-CONTROL-ENTRY>
<X-NSCP-CALPROPS-ACCESS-CONTROL-ENTRY>@^p^r^g</X-NSCP-CALPROPS-ACCESS-CONTROL-ENTRY>
<X-NSCP-CALPROPS-RESOURCE>0</X-NSCP-CALPROPS-RESOURCE>
<X-S1CS-CALPROPS-ALLOW-DOUBLEBOOKING>1</X-S1CS-CALPROPS-ALLOW-DOUBLEBOOKING>
<FREEBUSY>
<START>20070521T040000Z</START>
<END>20070525T040000Z</END>
<FB FBTYPE="BUSY">20070521T130000Z/20070521T140000Z</FB><FB FBTYPE="BUSY">20070521T150000Z/20070521T160000Z</FB>
</FREEBUSY>
<X-NSCP-WCAP-ERRNO>0</X-NSCP-WCAP-ERRNO>
</iCal>
</iCalendar>

```

## Source
- (en) Cet article est partiellement ou en totalité issu de l’article de Wikipédia en anglais intitulé « Web Calendar Access Protocol » (voir la liste des auteurs).